# Goicoechea (canton)
Goicoechea est un canton de la province de San José au Costa Rica.

## Histoire
Le canton a été créé par un décret du 6 août 1891.

## Districts
Le canton de Goicoechea est subdivisé en sept districts distritos :
1. Guadalupe
2. San Francisco
3. Calle Blancos
4. Mata de Plátano
5. Ipís
6. Rancho Redondo
7. Purral